# Prockiopsis
Prockiopsis es un género de plantas de plantas fanerógamas  perteneciente a la familia de las achariáceas.

## Taxonomía
Buchnerodendron lasiocalyx fue descrito por  Henri Ernest Baillon y publicado en Bulletin Mensuel de la Société Linnéenne de Paris 1: 573. 1886.

## Especies
- Prockiopsis calcicola G.E. Schatz & Lowry
- Prockiopsis hildebrandtii Baill.
- Prockiopsis orientalis Capuron ex G.E. Schatz & Lowry